# Jukubox
jukubox（じゅーくぼっくす）は、Youtubeの投稿動画に、コメントを流すことができるWEBサービスである。

## 概要
YouTubeから動画を取得・再生し、これにコメントを重ね合わせる形態を取っている。非公式に「寄生型動画サイト」と呼ばれる場合もある。
2016年5月3日にプロトタイプ版としてサイトが開始されたが2016年7月2日に一旦公開を終了。
しかし2020年8月12日に再び運営を開始した。
会員登録は不要だが、会員登録をすると動画のタグを編集することができる。